# 井田杉山町
井田杉山町（いだすぎやまちょう）は、神奈川県川崎市中原区の町名。丁目のない単独行政地名。住居表示実施済区域。面積は全域で19.3haである。

## 地理
中原区の南西部に位置し、一帯は井田へと続く、矢上川沿いの低地となっている。昭和30年代から宅地開発が進んでいき、1985年（昭和60年）頃までは水田も残っていたが、平成に入ってからそれも宅地へと転じ、わずかに野菜畑を残す程度となっている。
井田杉山町は東端で井田三舞町と、南端で井田中ノ町と接する。西端ではわずかに高津区明津に接し、西から北にかけて下小田中と接する（特記のない町域は中原区）。

## 歴史

### 地名の由来
当地にかつて杉山神社があったことによる。なお、この杉山神社はのちに、井田中ノ町にある井田神社へと合祀された。

### 沿革
- 1909年（明治42年） - 杉山神社が井田神社へ合祀される[9]。
- 1940年（昭和15年） - 耕地整理により、井田から井田杉山町などが分立[10]。
- 1956年（昭和31年） - 川崎市立井田中学校が開校[11]。
- 1972年（昭和47年） - 川崎市が政令指定都市に移行する。川崎市中原区井田杉山町となる。
- 1996年（平成8年） - 住居表示が施行される。

### 小字
1940年（昭和15年）の耕地整理で、井田字上沼・字下沼・字杉山が井田杉山町となった。

## 世帯数と人口
2025年（令和7年）6月30日現在（川崎市発表）の世帯数と人口は以下の通りである。
| 町丁       | 世帯数    | 人口    |
| ---------- | --------- | ------- |
| 井田杉山町 | 1,851世帯 | 4,337人 |

### 人口の変遷
国勢調査による人口の推移。
| 年                 | 人口  |
| ------------------ | ----- |
| 1995年（平成7年）  | 2,908 |
| 2000年（平成12年） | 2,959 |
| 2005年（平成17年） | 3,261 |
| 2010年（平成22年） | 3,531 |
| 2015年（平成27年） | 3,861 |
| 2020年（令和2年）  | 4,247 |

### 世帯数の変遷
国勢調査による世帯数の推移。
| 年                 | 世帯数 |
| ------------------ | ------ |
| 1995年（平成7年）  | 1,103  |
| 2000年（平成12年） | 1,108  |
| 2005年（平成17年） | 1,270  |
| 2010年（平成22年） | 1,439  |
| 2015年（平成27年） | 1,547  |
| 2020年（令和2年）  | 1,756  |

## 学区
市立小・中学校に通う場合、学区は以下の通りとなる（2022年3月時点）。
| 番・番地等                                                  | 小学校                 | 中学校             |
| ----------------------------------------------------------- | ---------------------- | ------------------ |
| 1～14番 15番1～4号 16～30番 31番3・6・13号 31番14・35～53号 | 川崎市立下小田中小学校 | 川崎市立井田中学校 |
| 15番5号～最終号 31番18・20号 32番                           | 川崎市立井田小学校     | 川崎市立井田中学校 |

## 事業所
2021年（令和3年）現在の経済センサス調査による事業所数と従業員数は以下の通りである。
| 町丁       | 事業所数 | 従業員数 |
| ---------- | -------- | -------- |
| 井田杉山町 | 57事業所 | 546人    |

### 事業者数の変遷
経済センサスによる事業所数の推移。
| 年                 | 事業者数 |
| ------------------ | -------- |
| 2016年（平成28年） | 65       |
| 2021年（令和3年）  | 57       |

### 従業員数の変遷
経済センサスによる従業員数の推移。
| 年                 | 従業員数 |
| ------------------ | -------- |
| 2016年（平成28年） | 516      |
| 2021年（令和3年）  | 546      |

## 交通

### バス
川崎鶴見臨港バス（神明町営業所担当）が、当地を経由して武蔵中原駅と元住吉・新川崎交通広場を結ぶ原62系統を運行しているが、朝2往復、夕方1往復のみである。

## 施設

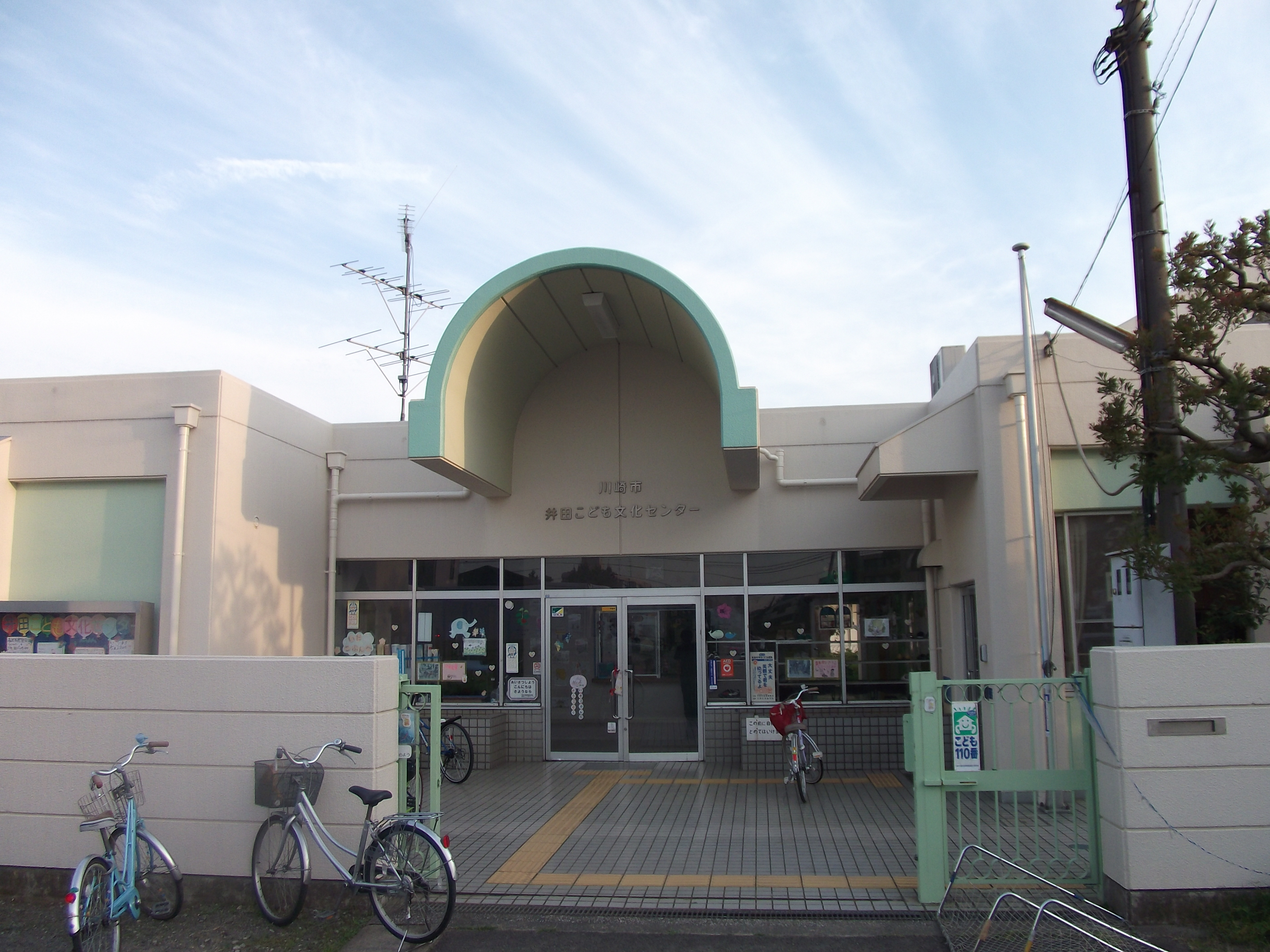
川崎市井田こども文化センター（2012年5月21日）

- 井田こども文化センター[22]（児童館）
- 川崎市立井田中学校

## その他

### 日本郵便
- 郵便番号 : 211-0036[3]（集配局 : 中原郵便局[23]）

### 警察
町内の警察の管轄区域は以下の通りである。
| 番・番地等 | 警察署     | 交番・駐在所 |
| ---------- | ---------- | ------------ |
| 全域       | 中原警察署 | 井田交番     |